# Кардито
Кардѝто (на италиански: Cardito) е град и община в Южна Италия, провинция Неапол, регион Кампания. Разположен е на 33 m надморска височина. Населението на общината е 21 302 души (към 2010 г.).